# Eigilia
Eigilia is een geslacht van uitgestorven straalvinnige beenvissen, behorend tot de Palaeonisciformes.
De typesoort is Eigilia nielseni Kazantseva, 1981.